# تپه شهر سوخته ۳۲۱
تپه شهر سوخته ۳۲۱ مربوط به هزاره سوم قبل از میلاد است و در شهرستان زابل، بخش شیب آب، دهستان لوتک، روستای حومه شهر سوخته، ۲۲/۲۰ کیلومتری جنوب غربی پایگاه باستان‌شناسی شهر سوخته واقع شده و این اثر در تاریخ ۲۳ بهمن ۱۳۸۵ با شمارهٔ ثبت ۱۷۲۷۶ به‌عنوان یکی از آثار ملی ایران به ثبت رسیده است.